# Adolf Waser
Adolf Waser (* 5. Februar 1938) ist ein ehemaliger Schweizer Ruderer.

## Werdegang
Der 1,87 m grosse Adolf Waser startete für den Seeclub Stansstad. Von 1960 bis 1963 gewannen Hugo Waser, Adolf Waser und Steuermann Robert Waser viermal in Folge den Schweizer Meistertitel im Zweier mit Steuermann. Bei den Ruder-Europameisterschaften 1961 belegten Hugo und Adolf Waser den vierten Platz im Zweier ohne Steuermann. Ein Jahr später gewannen die beiden bei den Ruder-Weltmeisterschaften 1962 die Bronzemedaille hinter dem deutschen und dem sowjetischen Boot. Bei den Ruder-Europameisterschaften 1963 traten die drei Wasers im Zweier mit Steuermann an und belegten den achten Platz. 
Von 1964 bis 1966 gewannen Hugo Waser, Adolf Waser und Steuermann André Roman dreimal in Folge den Schweizer Meistertitel im Zweier mit Steuermann. Diese drei belegten bei den Ruder-Europameisterschaften 1964 den achten Platz. Bei den Olympischen Spielen 1964 wurden die Wasers mit Werner Ehrensberger am Steuer Elfte. 
1969 traten bei den Europameisterschaften in Klagenfurt die Stansstader Hugo und Adolf Waser sowie Steuermann Martin Bächler mit Peter Bolliger aus Basel und dem Zürcher Franz Rentsch an und erkämpften die Bronzemedaille hinter den beiden deutschen Booten aus West und Ost.

## Schweizer Meistertitel
- Zweier ohne Steuermann: 1962
- Zweier mit Steuermann: 1960, 1961, 1962, 1963, 1964, 1965, 1966
- Vierer mit Steuermann: 1969
- Achter: 1969